# Szent Fülöp és Jakab-templom (Vukovár)
A Szent Fülöp és Jakab-templom egy római katolikus plébániatemplom a ferences kolostorral egy épülettömbben Horvátországban a Vukovár-Szerém megyei Vukovár településen. A zágrábi és a diakovári székesegyház után Horvátország harmadik leghosszabb temploma.

## Fekvése
A templom és kolostor épületegyüttese Vukovár központi részén, a Dunapart közvetlen közelében, a Samostanka utcában áll. A templom az épületegyüttes déli és nyugati részén képezi, főhomlokzata északnyugatra, szentélye délkeletre néz.

## Története
A ferences rend a 14. század óta van jelen Szlavóniában és a Szerémségben, de régi dokumentumaik és épületeik a török hódoltság idején sajnálatos módon megsemmisültek. A megszállt területen az egyetlen ferences intézmény, mely a katolikus hitet megőrizte és a hívek lelki gondozását ellátta a Boszniai Ferences Rendtartomány volt. Vukováron 1643-ban építettek templomot, hogy a vukovári plébánia központja legyen, majd 1688-tól települtek állandó jelleggel Vukovárra. 1708-ban már önálló vukovári plébániát igazgattak, ahonnan több környező település lelki szolgálatát is ellátták.
1723-ban a vukovári ferencesek új kolostort és templomot kezdtek építeni, amelyet Szent Fülöp és Jakab tiszteletére szenteltek. Az új templomot kilenc évvel később, 1732-ben áldotta meg Marko Dragojević, aki az építkezés ötletgazdája volt és 1738-ban Berényi Zsigmond pécsi segédpüspök szentelte fel. 1736-tól a rend fiú és leányiskolát alapított a városban. 1896 és 1897 folyamán Richard Jordan bécsi építész tervei szerint új, klasszicista stílusú részt építettek az addigi barokk templomhoz, így 58 méteres hosszúságával Horvátország harmadik leghosszabb temploma lett.  A bővített templomot Anđelko Voršak diakovári segédpüspök szentelte fel 1899. május 24-én. A templom rendezése a következő években is folytatódott. 1911-ben négy hónap alatt a maribori Zoratti iskola freskóival festették ki, 1924-ben pedig három harangot vásároltak a ljubljanai öntödéből, amelyek közül az egyiket Vukovár utolsó grófnője, Sofija Eltz adományozta.
Vukovár 1991. augusztusától novemberig tartó szerb ostroma alatt a templomot és a kolostort a szerb csapatok és a JNA naponta ismétlődő bombázásai súlyosan megrongálták. A város eleste után a vukovári ferencesek osztoztak a megmaradt vukovári horvátok és katolikusok sorsában, és sokukat Szerbiába koncentrációs táborokba vitték, ahol megkínozták és bántalmazták őket, a templomot és a kolostort pedig meggyalázták, megrongálták és kifosztották.

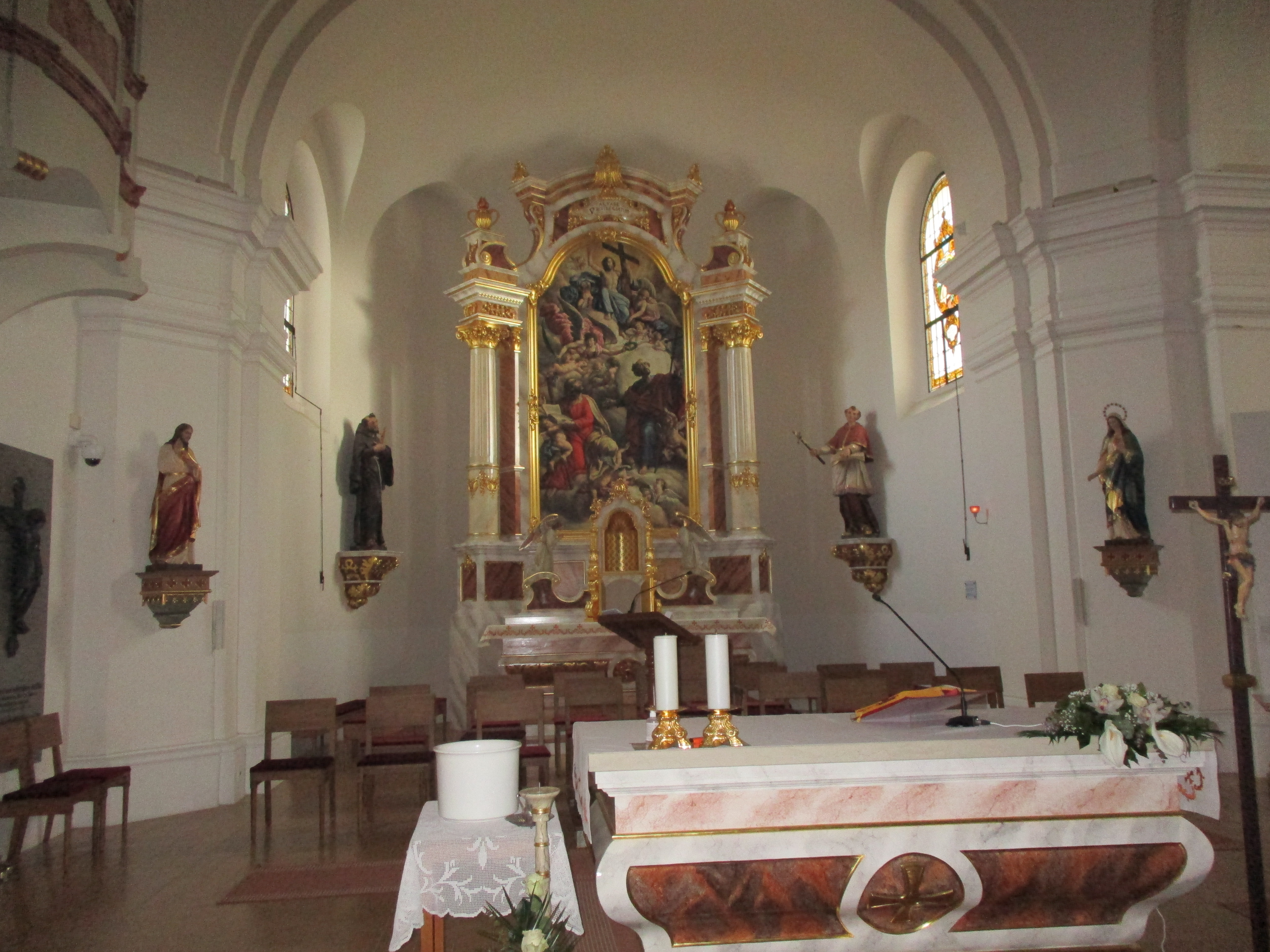
A templombelső a főoltárral

Közvetlenül Vukovár bukása után szerb szabadcsapatok barbár módon betörtek a templom kriptájába, ahol aranyat és egyéb értékeket keresve az elhunyt maradványain felborították a szarkofágokat, amelyeket szétszórtak. A templom falait különböző sértő cirill szövegekkel firkálták össze, de még ezzel sem érték be. Amikor világossá vált, hogy a békés reintegrációs folyamat után Vukovár visszatér az anyaországhoz, a szerbek 22 lyukat ástak a templom mellett, hogy robbanóanyagokat helyezzenek beléjük és az egyházat teljesen a földdel tegyék egyenlővé, amit végül az ENSZ erők beavatkozása akadályozott meg.
A ferencesek Vukovár első visszatérői közé tartoztak. A súlyosan megrongálódott templom és kolostor rekonstrukciója 1999 januárjában kezdődött meg olyan munkákkal, amelyek lehetővé tették a szentmisék megtartását. Ezt követte az új tető építése és három új harang öntése, amelyet 2000-ben végeztek Innsbruckban. A fennmaradt tervek szerint helyreállították a megrongált falakat, a régi fényképek alapján pedig új oltárokat építettek. A felújított templomot öt püspök és negyven pap koncelebrációjával Đuro Hranić diakovár-eszéki érsek szentelte fel 2013. október 27-én.

## Fordítás
Ez a szócikk részben vagy egészben  a   Crkva sv. Filipa i Jakova u Vukovaru című horvát Wikipédia-szócikk ezen változatának fordításán alapul.  Az eredeti cikk szerkesztőit annak laptörténete sorolja fel. Ez a jelzés csupán a megfogalmazás eredetét és a szerzői jogokat jelzi, nem szolgál a cikkben szereplő információk forrásmegjelöléseként.